# Russ Tamblyn
Russ Tamblyn (n. 30 decembrie 1934, Los Angeles, California, SUA) este un actor din Statele Unite ale Americii. Este cel mai cunoscut pentru rolul titular din filmul din 1958 Tom Thumb și pentru interpretarea lui Riff în filmul muzical din 1961 West Side Story.

## Filmografie
- 1956 Ultimul pistolar din Cross Creek (The Fastest Gun Alive), regia Russell Rouse - Eric Doolittle

| An   | Titlu                                            | Rol                                               | Note                       |
| ---- | ------------------------------------------------ | ------------------------------------------------- | -------------------------- |
| 1948 | The Boy with Green Hair                          | Classmate                                         | Nemenționat                |
| 1949 | Reign of Terror                                  | Pierre's Oldest Son                               | Nemenționat                |
| 1949 | The Kid from Cleveland                           | Johnny Barrows                                    |                            |
| 1949 | Samson and Delilah                               | Saul                                              |                            |
| 1950 | Gun Crazy                                        | Bart Tare at 14                                   |                            |
| 1950 | Captain Carey, U.S.A.                            | Pietro                                            | Menționat ca Rusty Tamblyn |
| 1950 | The Vicious Years                                | Tino                                              |                            |
| 1950 | Father of the Bride                              | Tommy Banks                                       |                            |
| 1951 | Father's Little Dividend                         | Tommy Banks                                       |                            |
| 1951 | As Young as You Feel                             | Willie McKinley                                   | Menționat ca Rusty Tamblyn |
| 1951 | Cave of Outlaws                                  | Young Peter                                       | Nemenționat                |
| 1952 | Retreat, Hell!                                   | Private                                           |                            |
| 1952 | The Winning Team                                 | Willie Alexander                                  | Menționat ca Rusty Tamblyn |
| 1953 | Take the High Ground!                            | Paul Jamison                                      |                            |
| 1954 | Seven Brides for Seven Brothers                  | Gideon Pontipee                                   |                            |
| 1954 | Deep in My Heart                                 | Lazar Berrison, Jr.                               | Nemenționat                |
| 1955 | Many Rivers to Cross                             | Shields                                           |                            |
| 1955 | Hit the Deck                                     | Danny Xavier Smith                                |                            |
| 1956 | The Last Hunt                                    | Jimmy                                             |                            |
| 1956 | The Fastest Gun Alive                            | Eric Doolittle                                    |                            |
| 1956 | The Young Guns                                   | Tully Rice                                        |                            |
| 1957 | Don't Go Near the Water                          | Ensign Tyson                                      |                            |
| 1957 | Peyton Place                                     | Norman Page                                       |                            |
| 1958 | High School Confidential!                        | Tony Baker/Mike Wilson                            |                            |
| 1958 | Tom Thumb                                        | Tom Thumb                                         |                            |
| 1960 | Cimarron                                         | The Cherokee Kid                                  |                            |
| 1961 | West Side Story                                  | Riff                                              |                            |
| 1962 | The Wonderful World of the Brothers Grimm        | The Woodsman ('The Dancing Princess') / Tom Thumb |                            |
| 1962 | How the West Was Won                             | Dezertor confederat                               |                            |
| 1963 | Follow the Boys                                  | Lt (JG) "Smitty" Smith                            |                            |
| 1963 | The Haunting                                     | Luke Sanderson                                    |                            |
| 1964 | The Long Ships                                   | Orm                                               |                            |
| 1965 | Son of a Gunfighter                              | Johnny Ketchum                                    |                            |
| 1966 | War of the Gargantuas                            | Dr. Paul Stewart                                  |                            |
| 1969 | The Female Bunch                                 | Bill                                              |                            |
| 1969 | Satan's Sadists                                  | Anchor                                            |                            |
| 1969 | Scream Free!                                     | Link                                              |                            |
| 1971 | Dracula vs. Frankenstein                         | Rico                                              |                            |
| 1971 | The Last Movie                                   | Member of Billy's Gang                            |                            |
| 1975 | Win, Place or Steal                              | Raymond                                           |                            |
| 1976 | Black Heat                                       | Ziggy                                             |                            |
| 1982 | Neil Young: Human Highway                        | Fred Kelly                                        |                            |
| 1985 | The Fantasy Film Worlds of George Pal            | Rolul său                                         | Documentar                 |
| 1987 | Cyclone                                          |                                                   |                            |
| 1987 | Commando Squad                                   | Anchor                                            |                            |
| 1988 | Necromancer                                      | Charles DeLonge                                   |                            |
| 1988 | B.O.R.N.                                         | Hugh                                              |                            |
| 1989 | Desert Steel                                     |                                                   |                            |
| 1989 | The Phantom Empire                               | Bill                                              |                            |
| 1990 | Aftershock                                       | Hank Franklin                                     |                            |
| 1990 | Blood Screams                                    | Frank                                             |                            |
| 1991 | Wizards of the Demon Sword                       | Ulric                                             |                            |
| 1992 | Twin Peaks: Fire Walk with Me                    | Dr. Lawrence Jacoby                               | Scene șterse               |
| 1993 | Little Devils: The Birth                         |                                                   |                            |
| 1994 | Cabin Boy                                        | Chocki                                            |                            |
| 1995 | Starstruck                                       | Wheeler / Homeless Man                            |                            |
| 1995 | Rebellious                                       |                                                   |                            |
| 1995 | Attack of the 60 Foot Centerfold                 | Gas Attendant                                     |                            |
| 1996 | Invisible Mom                                    | Dr. Woorter                                       |                            |
| 1997 | Little Miss Magic                                | Brenden Moran                                     |                            |
| 1997 | Johnny Mysto: Boy Wizard                         | Blackmoor                                         |                            |
| 1998 | My Magic Dog                                     | Vito                                              |                            |
| 2000 | Special Envoys                                   |                                                   |                            |
| 2002 | Cinerama Adventure                               | Rolul său                                         |                            |
| 2010 | The Increasingly Poor Decisions of Todd Margaret | Chuck Margaret                                    |                            |
| 2011 | Drive                                            | Doc                                               |                            |
| 2012 | Django Unchained                                 | Son of a Gunfighter                               |                            |
| 2014 | Hits                                             | Russ                                              |                            |

## Premii și nominalizări
| Premiu              | Categorie                       | An   | Numele filmului | Rezultat                          |
| ------------------- | ------------------------------- | ---- | --------------- | --------------------------------- |
| Academy Award       | Best Actor in a Supporting Role | 1957 | Peyton Place    | Nominalizare                      |
| Golden Globe Award  | Most Promising Newcomer - Male  | 1956 | Hit the Deck    | Câștigat (împărțit cu Ray Danton) |
| Golden Laurel Award | Top Male Musical Performance    | 1959 | Tom Thumb       | Nominalizare                      |